# Teatro dell'opera dei Margravi
Il teatro dell'opera dei Margravi è un teatro barocco del XVIII secolo sito nella città tedesca di Bayreuth. Il 30 giugno 2012 l'edificio è stato inserito nella lista dei patrimoni dell'umanità dall'UNESCO, in quanto considerato un capolavoro dell'arte barocca in ambito teatrale.

## Storia
L'idea della costruzione di tale edificio è fatta risalire a Guglielmina di Prussia, che ha commissionato il progetto all'architetto Giuseppe Galli da Bibbiena e che disegnò l'interno ligneo, insieme a suo figlio Carlo. L'edificio è stato il più grande teatro di corte del XIX secolo.

## Tutela
Il bene è protetto dalla legge bavarese per la tutela dei monumenti di interesse nazionale.

## Galleria d'immagini

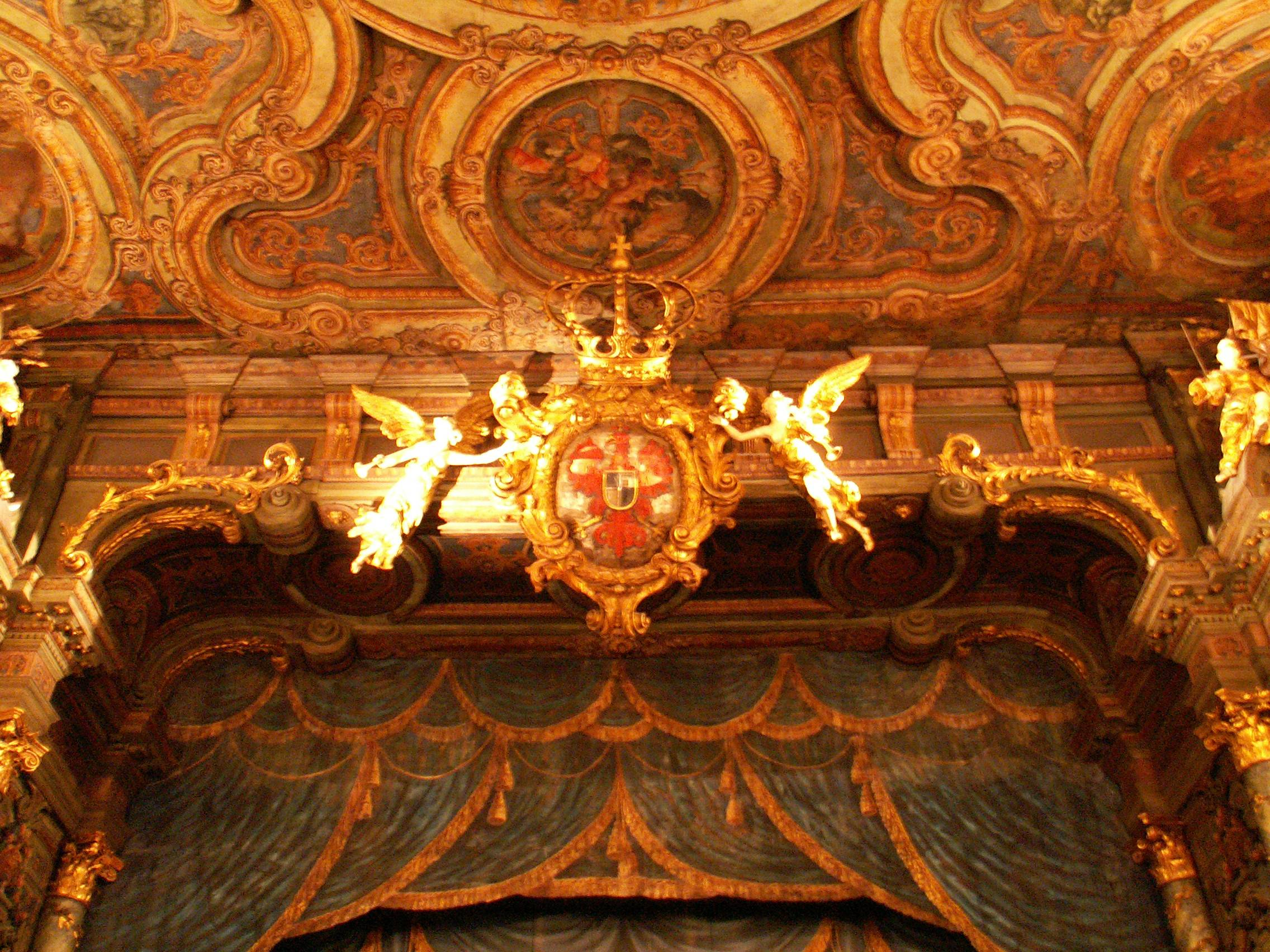
Lo stemma sopra il palco
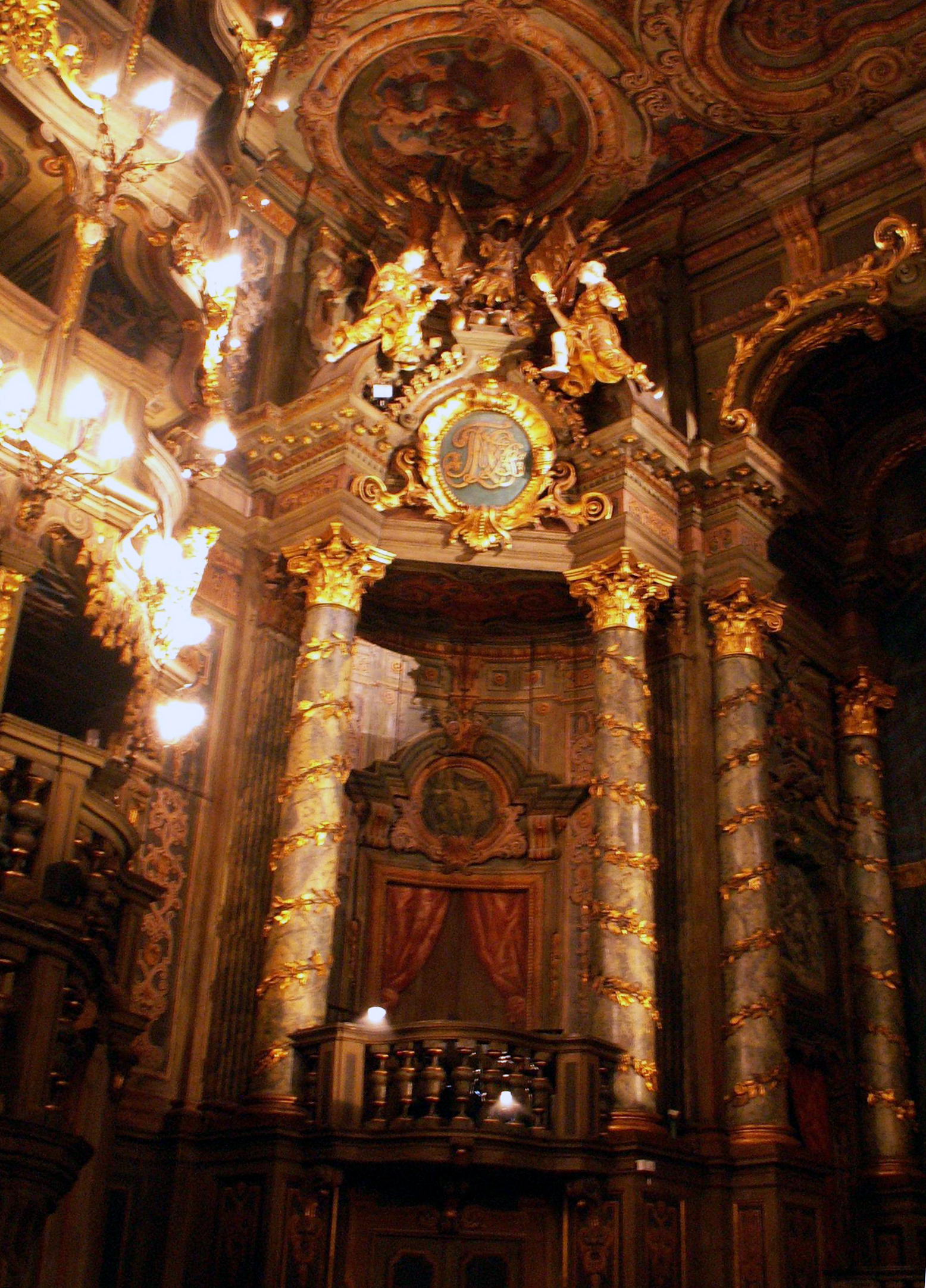
La loggia
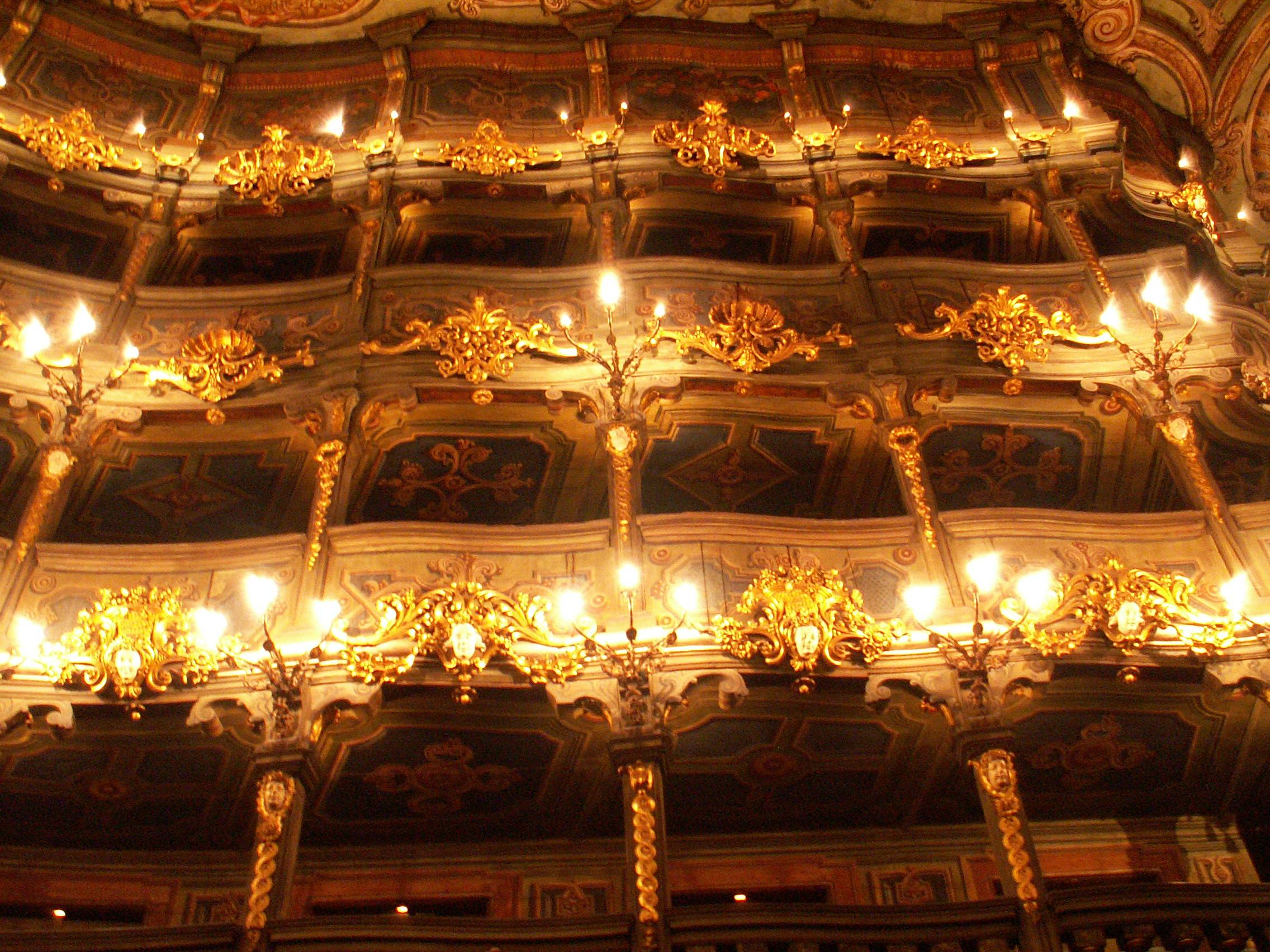
Particolare dei palchi
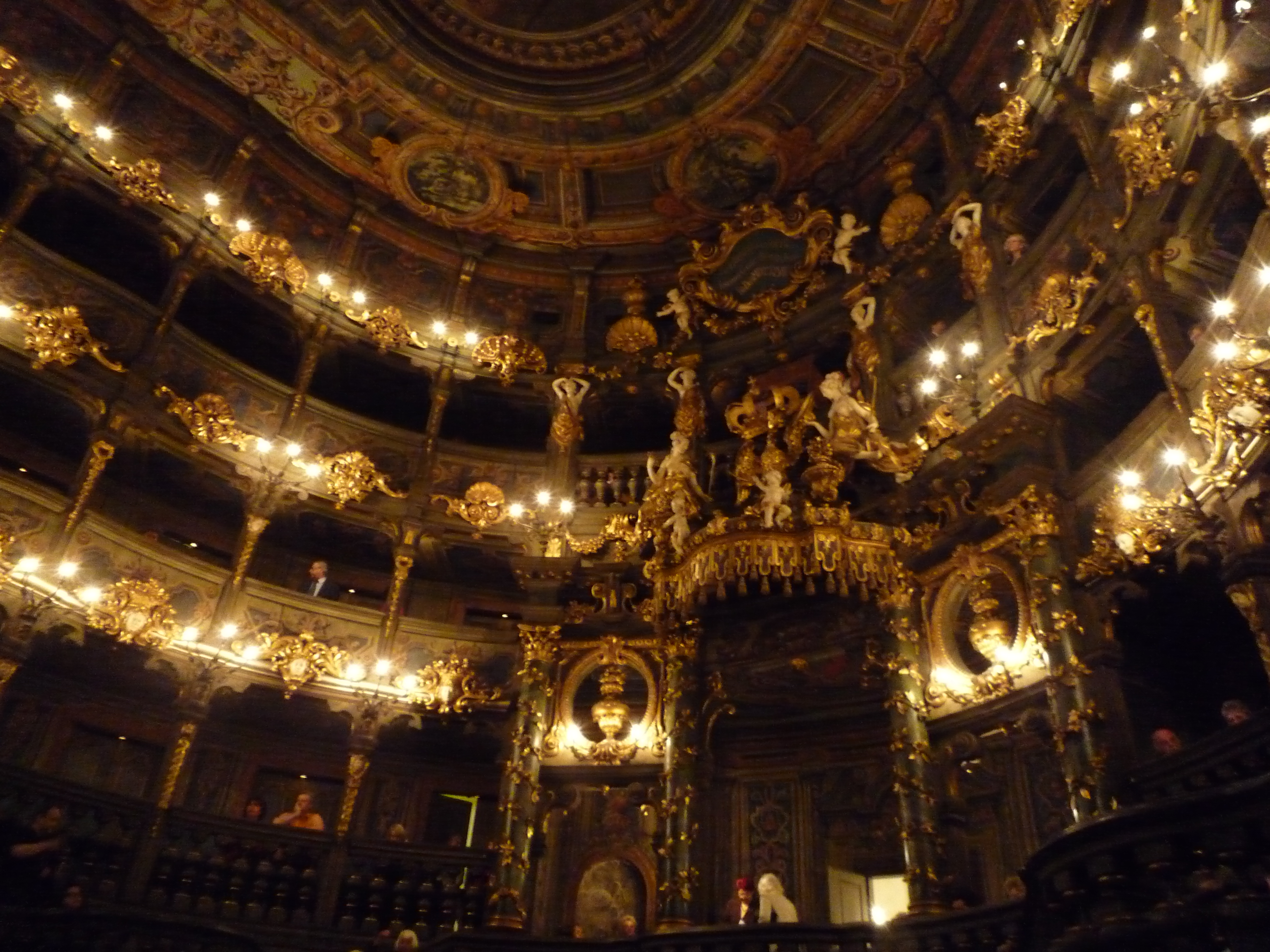
Interno
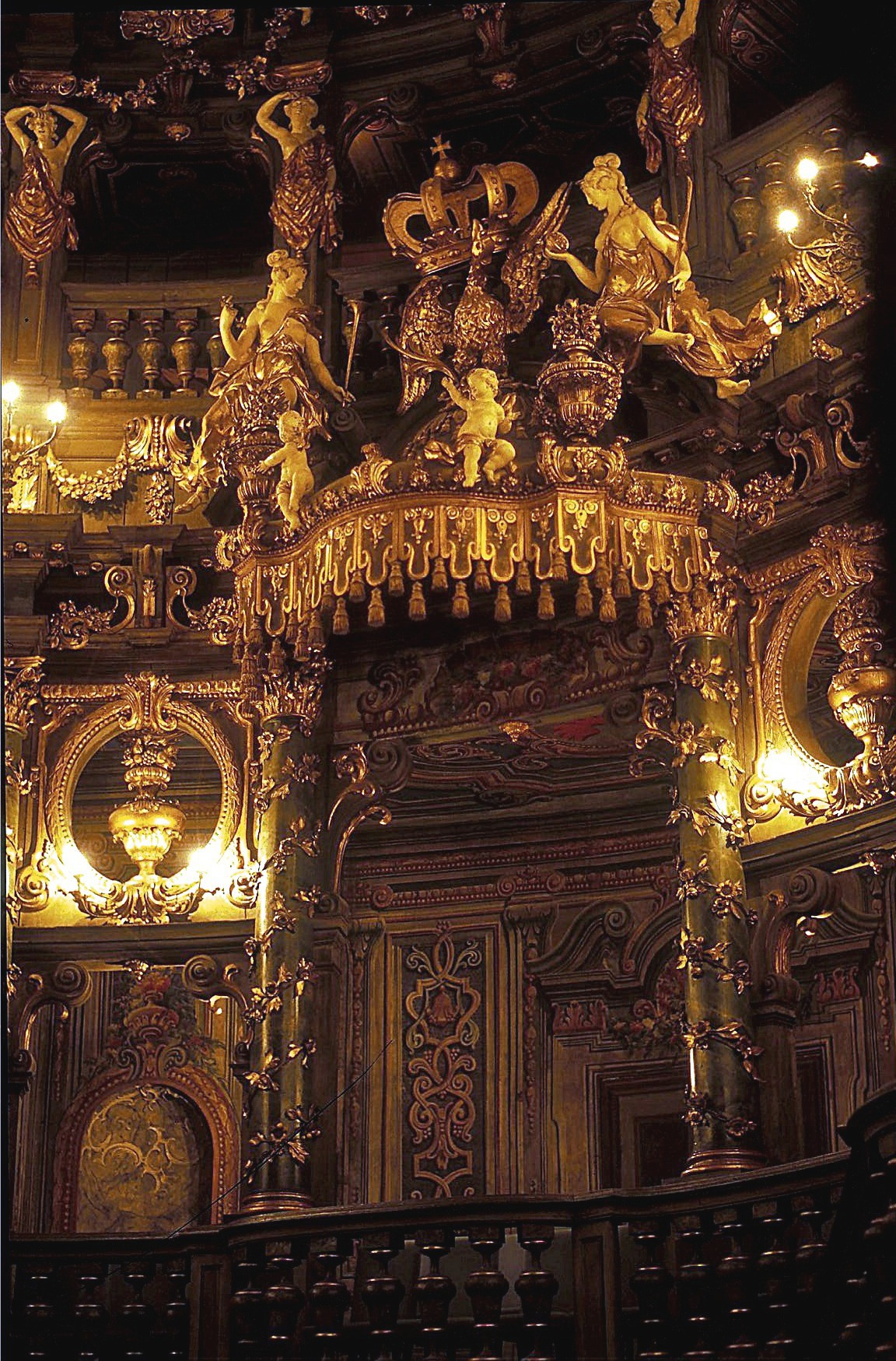
Palco reale